# Ultimate Pro Wrestling
Ultimate Pro Wrestling (UPW) é uma promoção de wrestling profissional criada e operada por Rick Bassman. Também é utilizada como centro da WWE. Se tornou popular por formar wrestlers que vão para a WWE e para o Zero One no Japão.
Desde 1998 a UPW já formou wrestlers conhecidos, como John Cena, Chris Masters, Victoria, Jon Heidenreich, The Miz, Melina, Lena Yada, Deuce e SoCal Val.

## Campeonatos
| Título                       | Atual campeão(ões)                 |
| UPW Heavyweight Championship | Tom Howard                         |
| UPW Tag Team Championship    | Ballard Brothers (Shane e Shannon) |
| UPW Lightweight Championship | Lil' Nate                          |
| UPW Women's Championship     | VAGO                               |